# Grammy Award for Best Arrangement, Instruments and Vocals

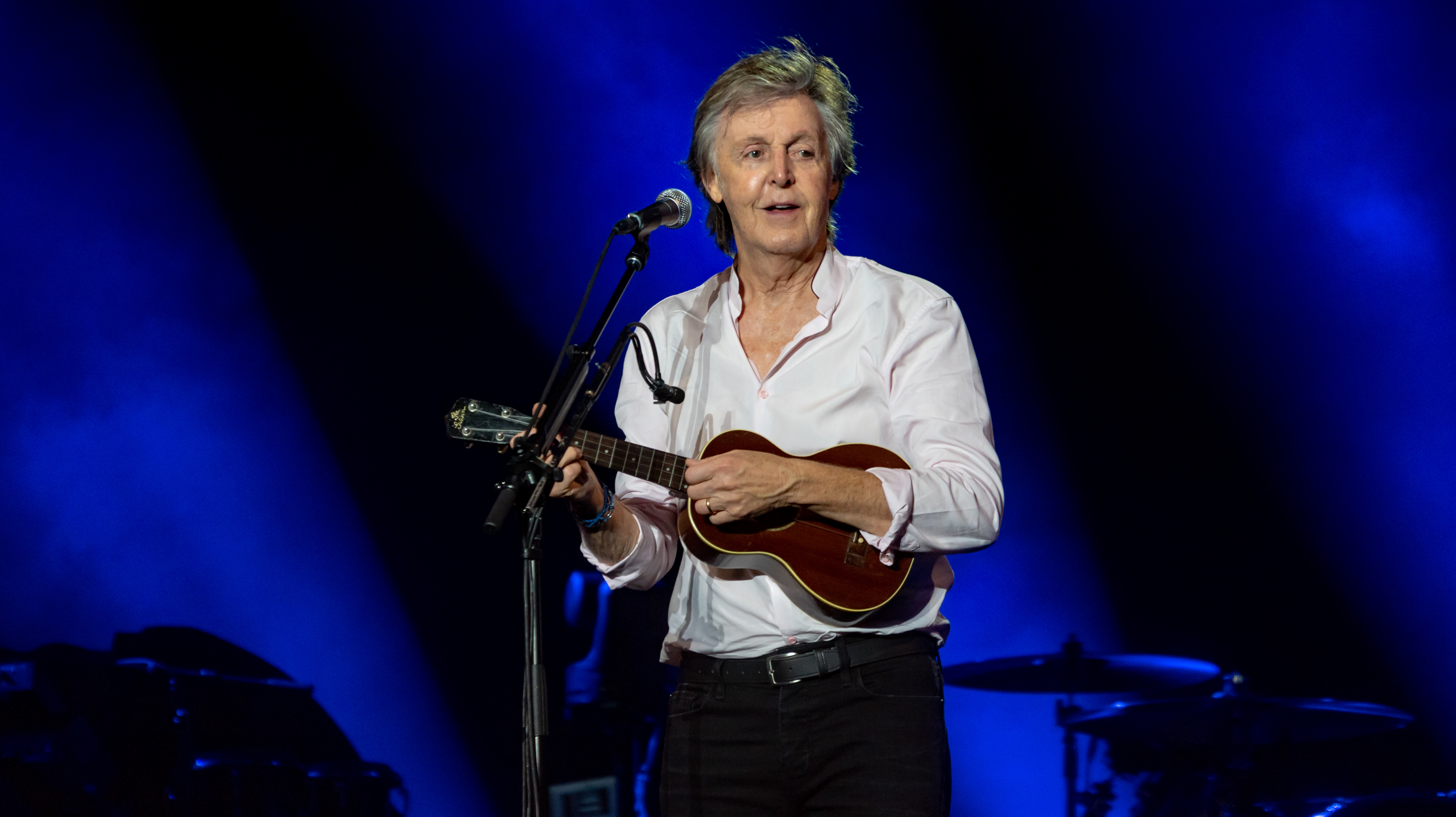
Paul McCartney hat den Grammy Award for Best Arrangement, Instrumental and Vocals im Jahr 1972 gewonnen

Der Grammy Award for Best Arrangement, Instruments and Vocals, auf Deutsch „Grammy-Auszeichnung für das beste Arrangement, für Instrumente und Gesang“, ist ein Musikpreis, der seit 1963 von der amerikanischen Recording Academy im Bereich Komposition/Arrangement verliehen wird.

## Geschichte und Hintergrund
Die seit 1959 verliehenen Grammy Awards werden jährlich in zahlreichen Kategorien von der Recording Academy in den Vereinigten Staaten vergeben, um künstlerische Leistung, technische Kompetenz und hervorragende Gesamtleistung ohne Rücksicht auf die Album-Verkäufe oder Chart-Position zu würdigen.
Eine dieser Kategorien ist der Grammy Award for Best Arrangement, Instrumental and Vocals. Der Preis wird seit 1963 an den Arrangeur des ausgezeichneten Werkes vergeben. Er ging gemeinsam mit dem Grammy Award for Best Arrangement, Instrumental or A Cappella aus dem Grammy Award for Best Arrangement hervor.
Der Name der Auszeichnung wurde mehrfach geändert:
- Von 1963 bis 1964 hieß die Auszeichnung Grammy Award for Best Background Arrangement
- 1965 nannte sich der Preis Grammy Award for Best Accompaniment Arrangement for Vocalist(s) or Instrumentalist(s)
- Von 1966 bis 1967 erhielten die Preisträger den Grammy Award for Best Arrangement Accompanying a Vocalist or Instrumentalist
- 1968 wurde der Preis unter der Bezeichnung Grammy Award for Best Instrumental Arrangement Accompanying Vocalist(s)/Best Background Arrangement vergeben
- Von 1969 bis 1978 und 1981 hieß der Preis Grammy Award for Best Arrangement Accompanying Vocalist(s)
- Von 1979 bis 1980 nannte er sich Grammy Award for Best Arrangement Accompanying Vocal(s)
- Von 1982 bis 1994 und von 1998 bis 1999 wurde er Grammy Award for Best Instrumental Arrangement Accompanying Vocal(s) genannt
- Von 1995 bis 1997 wurde die Auszeichnung Grammy Award for Best Instrumental Arrangement with Accompanying Vocals vergeben
- Von 2000 bis 2014 war er unter der Bezeichnung Grammy Award for Best Instrumental Arrangement Accompanying Vocalist(s) bekannt
- Seit 2015 heißt der Preis Grammy Award for Best Arrangement, Instruments And Vocals.

## Gewinner und Nominierte
| Jahr                 | Gewinner                                                                    | Nationalität                              | Werk                                       | Interpret                                                               | Nominierte | Bild des/der Gewinner(s)               |
| -------------------- | --------------------------------------------------------------------------- | ----------------------------------------- | ------------------------------------------ | ----------------------------------------------------------------------- | --- | -------------------------------------- |
| 1963                 | Marty Manning                                                               | Vereinigte Staaten                        | I Left My Heart in San Francisco           | Tony Bennett                                                            | - Ray Charles – Born to Lose - Steve Lawrence – Go Away Little Girl - Ray Charles – I Can’t Stop Loving You - João Gilberto – João Gilberto |                                        |
| 1964                 | Henry Mancini                                                               | Vereinigte Staaten                        | Days of Wine and Roses                     | Henry Mancini                                                           | - Eydie Gorme – Blame It on the Bossa Nova - Ray Charles – Busted - Frank Sinatra – Call Me Irresponsible - Nancy Wilson – Tell Me the Truth - Jack Jones – Wives and Lovers |                                        |
| 1965                 | Peter Matz                                                                  | Vereinigte Staaten                        | People                                     | Barbra Streisand                                                        | - Nancy Wilson – How Glad I Am - Lorne Greene – Ringo - Gale Garnett – We’ll Sing in the Sunshine - Jack Jones – Where Love Has Gone - Tony Bennett – Who Can I Turn To? |                                        |
| 1966                 | Gordon Jenkins                                                              | Vereinigte Staaten                        | It Was a Very Good Year                    | Frank Sinatra                                                           | - Astrud Gilberto – Day by Day - Vikki Carr – Everything I’ve Got - Kenny Burrell – Greensleeves - Jackie DeShannon – What The World Needs Now Is Love - The Beatles – Yesterday |                                        |
| 1967                 | Ernie Freeman                                                               | Vereinigte Staaten                        | Strangers in the Night                     | Frank Sinatra                                                           | - Paul McCartney – Eleanor Rigby, gespielt von The Beatles - Wes Montgomery – Goin’ out of My Head - Brian Wilson und Mike Love – Good Vibrations, gespielt von The Beach Boys - Eydie Gorme – If He Walked into My Life - Nancy Sinatra – These Boots Are Made for Walkin’ |                                        |
| 1968                 | Jimmie Haskell                                                              | Vereinigte Staaten                        | Ode to Billie Joe                          | Bobbie Gentry                                                           | - The Beatles – A Day in the Life - Glen Campbell – By the Time I Get to Phoenix - Petulia Clark – Don’t Sleep in the Subway - Association – Windy |                                        |
| 1969                 | Jimmy L. Webb                                                               | Vereinigte Staaten                        | MacArthur Park                             | Richard Harris                                                          | - Dave Grusin – Fool on the Hill, gespielt von Sérgio Mendes & Brasil ’66 - George Tipton – Light My Fire, gespielt von Jose Feliciano - Al de Lory – Wichita Lineman, gespielt von Glen Campbell - Torrie Zito – Yesterday I Heard the Rain, gespielt von Tony Bennett |                                        |
| 1970                 | Fred Lipsius                                                                | Vereinigte Staaten                        | Spinning Wheel                             | Blood, Sweat & Tears                                                    | - The 5th Dimension – Aquarius/Let The Sunshine In - Tony Bennett – I’ve Gotta Be Me - Peggy Lee – Is That All There Is? - Blood Sweat & Tears – You’ve Made Me So Very Happy |                                        |
| 1971                 | Larry Knechtel und Paul Simon                                               | Vereinigte Staaten                        | Bridge over Troubled Water                 | Simon and Garfunkel                                                     | - The Carpenters – Close to You - Ray Stevens – Everything Is Beautiful - Blood Sweat & Tears – Lucretia Mac Evil |                                        |
| 1972                 | Paul McCartney                                                              | Vereinigtes Königreich                    | Uncle Albert/Admiral Halsey                | Paul und Linda McCartney                                                | - B. J. Thomas – Long Ago Tomorrow - The Carpenters – Superstar - Marvin Gaye – What’s Going On |                                        |
| 1973                 | Michel Legrand                                                              | Frankreich                                | What Are You Doing the Rest of Your Life?  | Sarah Vaughan                                                           | |                                        |
| 1974                 | George Martin                                                               | Vereinigtes Königreich                    | Live and Let Die                           | Paul McCartney & Wings                                                  | |                                        |
| 1975                 | Joni Mitchell und Tom Scott                                                 | Kanada Vereinigte Staaten                 | Down to You                                | Joni Mitchell                                                           | |                                        |
| 1976                 | Ray Stevens                                                                 | Vereinigte Staaten                        | Misty                                      | Ray Stevens                                                             | |                                        |
| 1977                 | James William Guercio und Jimmie Haskell                                    | Vereinigte Staaten                        | If You Leave Me Now                        | Chicago                                                                 | |                                        |
| 1978                 | Ian Freebairn-Smith                                                         | Vereinigte Staaten                        | Evergreen (Love Theme from A Star Is Born) | Barbra Streisand                                                        | |                                        |
| 1979                 | Maurice White                                                               | Vereinigte Staaten                        | Got to Get You into My Life                | Earth, Wind & Fire                                                      | |                                        |
| 1980                 | Michael McDonald                                                            | Vereinigte Staaten                        | What a Fool Believes                       | The Doobie Brothers                                                     | |                                        |
| 1981                 | Christopher Cross und Michael Omartian                                      | Vereinigte Staaten                        | Sailing                                    | Christopher Cross                                                       | |                                        |
| 1982                 | Jerry Hey und Quincy Jones                                                  | Vereinigte Staaten                        | Ai No Corrida                              | Quincy Jones                                                            | |                                        |
| 1983                 | Jerry Hey, David Paich und Jeff Porcaro                                     | Vereinigte Staaten                        | Rosanna                                    | Toto                                                                    | |                                        |
| 1984                 | Nelson Riddle                                                               | Vereinigte Staaten                        | What’s New?                                | Linda Ronstadt                                                          | |                                        |
| 1985                 | David Foster und Jeremy Lubbock                                             | Kanada                                    | Hard Habit to Break                        | Chicago                                                                 | |                                        |
| 1986                 | Nelson Riddle                                                               | Vereinigte Staaten                        | Lush Life                                  | Linda Ronstadt                                                          | |                                        |
| 1987                 | David Foster                                                                | Kanada                                    | Somewhere                                  | Barbra Streisand                                                        | |                                        |
| 1988                 | Frank Foster                                                                | Vereinigte Staaten                        | Deedles’ Blues                             | Diane Schuur und das Count Basie Orchestra                              | |                                        |
| 1989                 | Jonathan Tunick                                                             | Vereinigte Staaten                        | No One Is Alone                            | Cleo Laine                                                              | |                                        |
| 1990                 | Dave Grusin                                                                 | Vereinigte Staaten                        | My Funny Valentine                         | Michelle Pfeiffer                                                       | |                                        |
| 1991                 | Glen Ballard, Jerry Hey, Quincy Jones und Clif Magness                      | Vereinigte Staaten                        | The Places You Find Love                   | Siedah Garrett und Chaka Khan                                           | |                                        |
| 1992                 | Johnny Mandel                                                               | Vereinigte Staaten                        | Unforgettable                              | Natalie Cole mit Nat King Cole                                          | |                                        |
| 1993                 | Johnny Mandel                                                               | Vereinigte Staaten                        | Here’s to Life                             | Shirley Horn                                                            | |                                        |
| 1994                 | David Foster und Jeremy Lubbock                                             | Kanada                                    | When I Fall in Love                        | Céline Dion und Clive Griffin                                           | |                                        |
| 1995                 | Hans Zimmer und Lebo Morake                                                 | Deutschland Südafrika                     | Circle of Life                             | Carmen Twillie                                                          | |                                        |
| 1996                 | Rob McConnell                                                               | Kanada                                    | I Get a Kick Out of You                    | Mel Tormé mit Rob McConnell und The Boss Brass                          | |                                        |
| 1997                 | Alan Broadbent & David Foster                                               | Neuseeland Kanada                         | When I Fall in Love                        | Natalie Cole mit Nat King Cole                                          | |                                        |
| 1998                 | Slide Hampton                                                               | Vereinigte Staaten                        | Cotton Tail                                | Dee Dee Bridgewater                                                     | |                                        |
| 1999                 | Herbie Hancock, Robert Sadin und Stevie Wonder                              | Vereinigte Staaten                        | St. Louis Blues                            | Herbie Hancock                                                          | |                                        |
| 2000                 | Alan Broadbent                                                              | Neuseeland                                | Lonely Town                                | Charlie Haden Quartet West featuring Shirley Horn                       | |                                        |
| 2001                 | Vince Mendoza                                                               | Vereinigte Staaten                        | Both Sides, Now                            | Joni Mitchell                                                           | |                                        |
| 2002                 | Paul Buckmaster                                                             | Vereinigtes Königreich                    | Drops of Jupiter (Tell Me)                 | Train                                                                   | |                                        |
| 2003                 | Dave Grusin                                                                 | Vereinigte Staaten                        | Mean Old Man                               | James Taylor                                                            | |                                        |
| 2004                 | Vince Mendoza                                                               | Vereinigte Staaten                        | Woodstock                                  | Joni Mitchell                                                           | |                                        |
| 2005                 | Victor Vanacore                                                             |                                           | Over the Rainbow                           | Ray Charles und Johnny Mathis                                           | |                                        |
| 2006                 | Billy Childs, Gil Goldstein und Heitor Pereira                              | Vereinigte Staaten Brasilien              | What Are You Doing the Rest of Your Life?  | Chris Botti und Sting                                                   | |                                        |
| 2007                 | Jorge Calandrelli                                                           | Argentinien                               | For Once in My Life                        | Tony Bennett und Stevie Wonder                                          | |                                        |
| 2008                 | John Clayton                                                                | Vereinigte Staaten                        | I’m Gonna Live Till I Die                  | Queen Latifah                                                           | |                                        |
| 2009                 | Nan Schwartz                                                                |                                           | Here’s That Rainy Day                      | Natalie Cole                                                            | |                                        |
| 2010                 | Claus Ogerman                                                               | Vereinigte Staaten                        | Quiet Nights                               | Diana Krall                                                             | |                                        |
| 2011                 | Christopher Tin                                                             | Vereinigte Staaten                        | Baba Yetu                                  | Soweto Gospel Choir und das Royal Philharmonic Orchestra                | |                                        |
| 2012                 | Jorge Calandrelli                                                           | Argentinien                               | Who Can I Turn To (When Nobody Needs Me)   |                                                                         | - Vince Mendoza für Ao Mar (Vince Mendoza – Night on Earth) - Rob Mathes für Moon Over Bourbon Street (Sting und The Royal Philharmonic Concert Orchestra – Sting Live in Berlin) - Kevin Axt, Ray Brinker, Trey Henry, Christian Jacob und Tierney Sutton für On Broadway (The Tierney Sutton Band – American Road) - William A. Ross für The Windmills of Your Mind (Barbra Streisand – What Matters Most – Barbra Streisand Sings The Lyrics of Alan and Marilyn Bergman)                                                             |                                        |
| 2013                 | Thara Memory und Esperanza Spalding                                         | Vereinigte Staaten                        | City of Roses                              | Esperanza Spalding                                                      | - Gil Evans für Look to the Rainbow, gespielt von the Gil Evans Project & Luciana Souza - Shelly Berg für Out There, gespielt von Lorraine Feather - Vince Mendoza für Spain (I Can Recall), gespielt von Al Jarreau & The Metropole Orchestra - Nan Schwartz für Wild is the Wind, gespielt von Whitney Claire Kaufman und Andrew Playfoot |                                        |
| 2014                 | Gil Goldstein                                                               | Vereinigte Staaten                        | Swing Low                                  | Bobby McFerrin und Esperanza Spalding                                   | - Nan Schwarz für La Vida Nos Espera, gespielt von Gian Marco - Chris Walden für Let’s Fall In Love, gespielt von Calabria Foti featuring Seth Justman - John Hollenbeck für The Moon’s A Harsh Mistress, gespielt von John Hollenbeck - Shelly Berg für What a Wonderful World, gespielt von Gloria Estefan |                                        |
| 2015                 | Billy Childs                                                                | Vereinigte Staaten                        | New York Tendaberry                        | Billy Childs ft. Renée Fleming und Yo Yo Ma                             | - Jeremy Fox für All My Tomorrows, gespielt von Jeremy Fox ft. Kate McGarry - Vince Mendoza für Goodnight America, gespielt von Mary Chapin Carpenter - Gordon Goodwin für Party Rockers, gespielt von Gordon Goodwin’s Big Phat Band - Pete McGuinness für What Are You Doing The Rest of Your Life?, gespielt von the Pete McGuinness Jazz Orchestra |                                        |
| 2016                 | Maria Schneider                                                             |                                           | Sue (Or in a Season of Crime)              | David Bowie                                                             | - Shelly Berg für Be My Muse, gespielt von Lorraine Feather - Patrick Williams für 52nd & Broadway, gespielt von Patrick Williams ft. Patti Austin - Otmaro Ruiz für Garota de Ipanema, gespielt von Catina DeLuna ft. Otmaro Ruiz - Jimmy Greene für When I Come Home, gespielt von Jimmy Greene und Javier Colon |                                        |
| 2017                 | Jacob Collier                                                               | Vereinigtes Königreich                    | Flintstones                                | Jacob Collier                                                           | - Gordon Goodwin für Do You Hear What I Hear, gespielt von Gordon Goodwin’s Big Phat Band ft. Take 6 - John Daversa für Do You Want To Know a Secret, gespielt von John Daversa ft. Renee Olstead - Alan Broadbent für I’m a Fool to Want You, gespielt von Kristin Chenoweth - Billy Childs und Larry Klein für Somewhere (Dirty Blvd), gespielt von Lang Lang ft. Lisa Fischer und Jeffrey Wright |                                        |
| 2018                 | Randy Newman                                                                | Vereinigte Staaten                        | Putin                                      | Randy Newman                                                            | - Justin Hurwitz für Another Day of Sun, gespielt von der La La Land Besetzung - Jorge Calandrelli für Every Time We Say Goodbye, gespielt von Clint Holmes ft. Jane Monheit - Joel McNeely für I Like Myself, gespielt von Seth MacFarlane - Shelly Berg, Gregg Field, Gordon Goodwin und Clint Holmes für I Loves You Porgy/There’s a Boat That’s Leavin’ Soon for New York, gespielt von Clint Holmes ft. Dee Dee Bridgewater und The Count Basie Orchestra                                                                           |                                        |
| 2019                 | Randy Waldman                                                               |                                           | Spiderman Theme                            | Randy Waldman ft. Take 6 und Chris Potter                               | - Matt Rollings und Kristin Wilkinson für It Was a Very Good Year, gespielt von Mitski - Dan Pugach und Nicole Zuraitis für Jolene, gespielt vom Dan Pugach Nonet - Vince Mendoza für Mona Lisa, gespielt von Gregory Porter - Gonzalo Grau für Niña, gespielt von Magos Herrera und Brooklyn Rider |                                        |
| 2020 26. Januar 2020 | Jacob Collier, Arrangeur                                                    | Vereinigtes Königreich                    | All Night Long                             | Jacob Collier featuring Jules Buckley, Take 6 & Metropole Orkest        | - Jolene von Geoff Keezer, Arrangeur (Sara Gazarek) - Marry Me a Little von Cyrille Aimée & Diego Figueiredo, Arrangeur (Cyrille Aimée) - Over the Rainbow von Vince Mendoza, Arrangeur (Trisha Yearwood) - 12 Little Spells (Thoracic Spine) von Esperanza Spalding, Arrangeur (Esperanza Spalding) |                                        |
| 2021 31. Januar 2021 | Jacob Collier, Arrangeur                                                    | Vereinigtes Königreich                    | He Won’t Hold You                          | Jacob Collier featuring Rapsody                                         | - John Beasley & Maria Mendes für Asas Fechadas, gespielt von Maria Mendes, John Beasley & Metropole Orkest - Erin Bentlage, Sara Gazarek, Johnaye Kendrick & Amanda Taylor für Desert Song, gespielt von Säje - Alan Broadbent & Pat Metheny für From This Place, gespielt von Pat Metheny Featuring Meshell Ndegeocello - Talia Billig, Nic Hard & Becca Stevens für Slow Burn, gespielt von Becca Stevens Featuring Jacob Collier, Mark Lettieri, Justin Stanton, Jordan Perlson, Nic Hard, Keita Ogawa, Marcelo Woloski & Nate Werth |                                        |
| 2022 3. April 2022   | Vince Mendoza                                                               | Vereinigte Staaten                        | The Edge of Longing (Edit Version)         | Vince Mendoza and the Czech National Symphony Orchestra & Julia Bullock | - The Bottom Line von Ólafur Arnalds & Josin (Arrangeur: Ólafur Arnalds) - A Change Is Gonna Come von Tonality & Alexander Lloyd Blake (Arrangeur: Tehillah Alphonso) - The Christmas Song (Chestnuts Roasting on an Open Fire) von Jacob Collier (Arrangeur: Jacob Collier) - Eleanor Rigby von Cody Fry (Arrangeur: Cody Fry) |                                        |
| 2023 5. Februar 2023 | Vince Mendoza                                                               | Vereinigte Staaten                        | Songbird (Orchestral Version)              | Christine McVie                                                         | - Let It Happen von Louis Cole (Arrangeur: Louis Cole) - Never Gonna Be Alone von Jacob Collier featuring Lizzy McAlpine & John Mayer (Arrangeur: Jacob Collier) - Optimistic Voices / No Love Dying von Cécile McLorin Salvant (Arrangeurin: Cécile McLorin Salvant) - 2 + 2 = 5 (Arr. Nathan Schram) von Becca Stevens & Attacca Quartet (Arrangeure: Nathan Schram, Becca Stevens) |                                        |
| 2024 4. Februar 2024 | Erin Bentlage, Johnaye Kendrick, Amanda Taylor, Sara Gazarek, Jacob Collier | Vereinigte Staaten Vereinigtes Königreich | In the Wee Small Hours of the Morning      | Säje featuring Jacob Collier                                            | - April in Paris von Patti Austin featuring Gordon Goodwin’s Big Phat Band (Arrangeur: Gordon Goodwin) - Com que voz (live) von Maria Mendes featuring John Beasley & das Metropole Orkest (Arrangeure: John Beasley, Maria Mendes) - Fenestra von Cécile McLorin Salvant (Arrangeur: Goodwin Louis) - Lush Life von Samara Joy (Arrangeur: Kendric McCallister) | Sara Gazarek 2008 · Jacob Collier 2016 |
| 2025 2. Februar 2025 | Erin Bentlage, Sara Gazarek, Johnaye Kendrick, Amanda Taylor                | Vereinigte Staaten Vereinigtes Königreich | Alma                                       | Säje featuring Regina Carter                                            | - Always Come Back von John Legend (Arrangeur: Matt Jones) - Big Feelings von Willow (Arrangeurin: Willow Smith) - Last Surprise (from „Persona 5“) von der 8-Bit Big Band featuring Jonah Nilsson & Button Masher (Arrangeure: Charlie Rosen, Jake Silverman) - The Sound of Silence von Cody Fry featuring Sleeping at Last (Arrangeur: Cody Fry) | Sara Gazarek 2008                      |